# Jalgaon (distrikt)

Distriktets läge i Maharashtra.

Jalgaon är ett distrikt i delstaten Maharashtra i västra Indien. Den administrativa huvudorten är Jalgaon. Befolkningen uppgick till 3 682 690 invånare vid folkräkningen 2001, på en yta av 11 765 kvadratkilometer.
Ett jordskred inträffade i distriktet i juli 2005, på grund av den pågående monsunen. Räddningsmanskap nådde fram 27 juli samma år för att gräva efter överlevande och döda. Deras arbete försvårades av att ovädret skadat teleförbindelserna i området. Minst etthundra människor beräknas ha omkommit.

## Administrativ indelning
Distriktet är indelat i femton tehsil (en kommunliknande enhet):
- Amalner
- Bhadgaon
- Bhusawal
- Bodvad
- Chalisgaon
- Chopda
- Dharangaon
- Erandol
- Jalgaon
- Jamner
- Muktainagar
- Pachora
- Parola
- Raver
- Yawal

## Städer
Distriktet har femton städer:
- Amalner, Bhusawal, Chalisgaon, Chopda, Dharangaon, Erandol, Faizpur, Jalgaon, Kandari, Nimbhore Budruk, Pachora, Parola, Raver, Savda och Yawal.